# ريان دوناهو
ريان دوناهو (بالإنجليزية: Ryan Donahue)‏ هو لاعب كرة قدم أمريكية أمريكي، ولد في 17 مارس 1988 في إفرغرين بارك في الولايات المتحدة.

## وصلات خارجية
- ريان دوناهو على موقع مرجع كرة القدم المحترفة.كوم (الإنجليزية)